# 松島紀行
「松島紀行」（まつしまきこう）は、2010年4月7日に発売された水森かおりの18枚目のシングル。

## 解説
- デビュー15周年記念シングル。日本三景の一つ・松島をテーマにしたご当地ソング。
- 紅盤と白盤の2形態で発売され、それぞれ収録曲が異なる。紅盤のカップリングは佐賀県唐津市の虹の松原、白盤のカップリングはハワイの観光スポットタンタラスの丘を舞台とした曲。
- 2010年（平成22年）4月19日付オリコン週間シングルチャートにおいて、水森にとって自己最高位の初登場2位を獲得（1位はNYCの「勇気100%」）。女性演歌歌手によるシングル初登場TOP3入りは城之内早苗の「あじさい橋」（1986年6月23日付で記録）以来23年10ヶ月ぶり、かつ、史上2人目の記録である。また、これによりシングルの連続初登場TOP10入り記録が7作に達し、藤圭子が1971年（昭和46年）に記録した6作連続を抜き女性演歌歌手としての最高記録を更新した[1]。
- 日本三景・松島における観光の中心地の1つの宮城県宮城郡松島町が、松島を歌った歌としては斎太郎節以来の大ヒットと同曲を見なし、2010年（平成22年）6月22日に水森に「松島町観光親善大使」を委嘱した[2][3]。同大使の職務としては、松島を全国に宣伝すること、7月19日に松島でコンサートを開くこと、8月17日の松島灯籠流し花火大会に参加することなど[2]。なお、同町は、同曲を松島町営バス車内で毎日放送している[2]。
- 2010年の第61回NHK紅白歌合戦で歌唱された。

## 収録曲

### 紅盤
1. 松島紀行（4分11秒）
作詞：たかたかし／作曲：弦哲也／編曲：伊戸のりお
2. 松島紀行（オリジナルカラオケ）
3. 松島紀行（半音下げカラオケ）
4. 松島紀行（半音下げカラオケ・ガイドメロ入り）
5. 虹の松原（4分25秒）
作詞：麻こよみ／作曲：弦哲也／編曲：伊戸のりお
6. 虹の松原（オリジナルカラオケ）
7. 虹の松原（半音下げカラオケ）
8. 虹の松原（半音下げカラオケ・ガイドメロ入り）

### 白盤
1. 松島紀行（4分11秒）
作詞：たかたかし／作曲：弦哲也／編曲：伊戸のりお
2. 松島紀行（オリジナルカラオケ）
3. 松島紀行（半音下げカラオケ）
4. 松島紀行（半音下げカラオケ・ガイドメロ入り）
5. 黄昏のタンタラス（4分48秒）
作詞：水木れいじ／作曲：弦哲也／編曲：伊戸のりお
6. 黄昏のタンタラス（オリジナルカラオケ）
7. 黄昏のタンタラス（半音下げカラオケ）
8. 黄昏のタンタラス（半音下げカラオケ・ガイドメロ入り）